# King for a Day, Fool for a Lifetime
King for a Day, Fool for a Lifetime (с англ. — «Король на один день, дурак на всю жизнь») — пятый студийный альбом американской альтернативной группы Faith No More. Альбом был выпущен 13 марта 1995 года на лейблах Slash и Reprise Records. Это первый релиз группы, записанный без участия постоянного гитариста Джима Мартина. Данная работа продемонстрировала большое музыкальное разнообразие, в отличие от предыдущих работ, где музыка склонялась к хэви-металу; журнал Rolling Stone назвал такой результат «жанровый шаффл». Из альбома было выпущено три сингла: «Digging the Grave», «Ricochet» и «Evidence».
После ухода Мартина, его место занял Трей Спрюэнс, также как и Майк Паттон являющийся участником группы Mr. Bungle. Трей Спрюэнс был вскоре заменён во время концертного тура в поддержку альбома бывшим роуди группы Дином Ментой. Тем не менее, Спрюэнс сыграл вживую с Faith No More впервые в ноябре 2011 года, исполнив весь альбом King for a Day… во время шоу в Чили. Производство альбома в дальнейшем было омрачено автокатастрофой группы, а также как смертью отца клавишника Роди Боттума, так и Курта Кобейна, чья жена являлась ему лучшей подругой.
Музыкальные критики смешано отзывались о King for a Day… из-за различных жанров в музыке, которые называли такой приём как отвлекающий. На Bay Area Music Award альбом получил две номинации. В отличие от двух первых синглов, которые были выполнены в типичном для группы метал-стиле, «Evidence» демонстрировал уход от их звучания в сторону фанка и джаза.
King for a Day… был предварительно выпущен ограниченным тиражом как двойной виниловый альбом в 10 000 экземпляров, за две недели до того, как альбом поступил в общую продажу. Он также был выпущен ограниченным тиражом пластинок размером 7х7 дюймов, упакованных в жёсткую картонную коробку, с бонус-треками и аудиоинтервью со всеми участниками группы. В ноябре 2011 года Faith No More воссоединилась с Треем Спруэнсом для выступления на фестивале Maquinaria, во время которого альбом был сыгран полностью.

## Об альбоме

### Предыстория

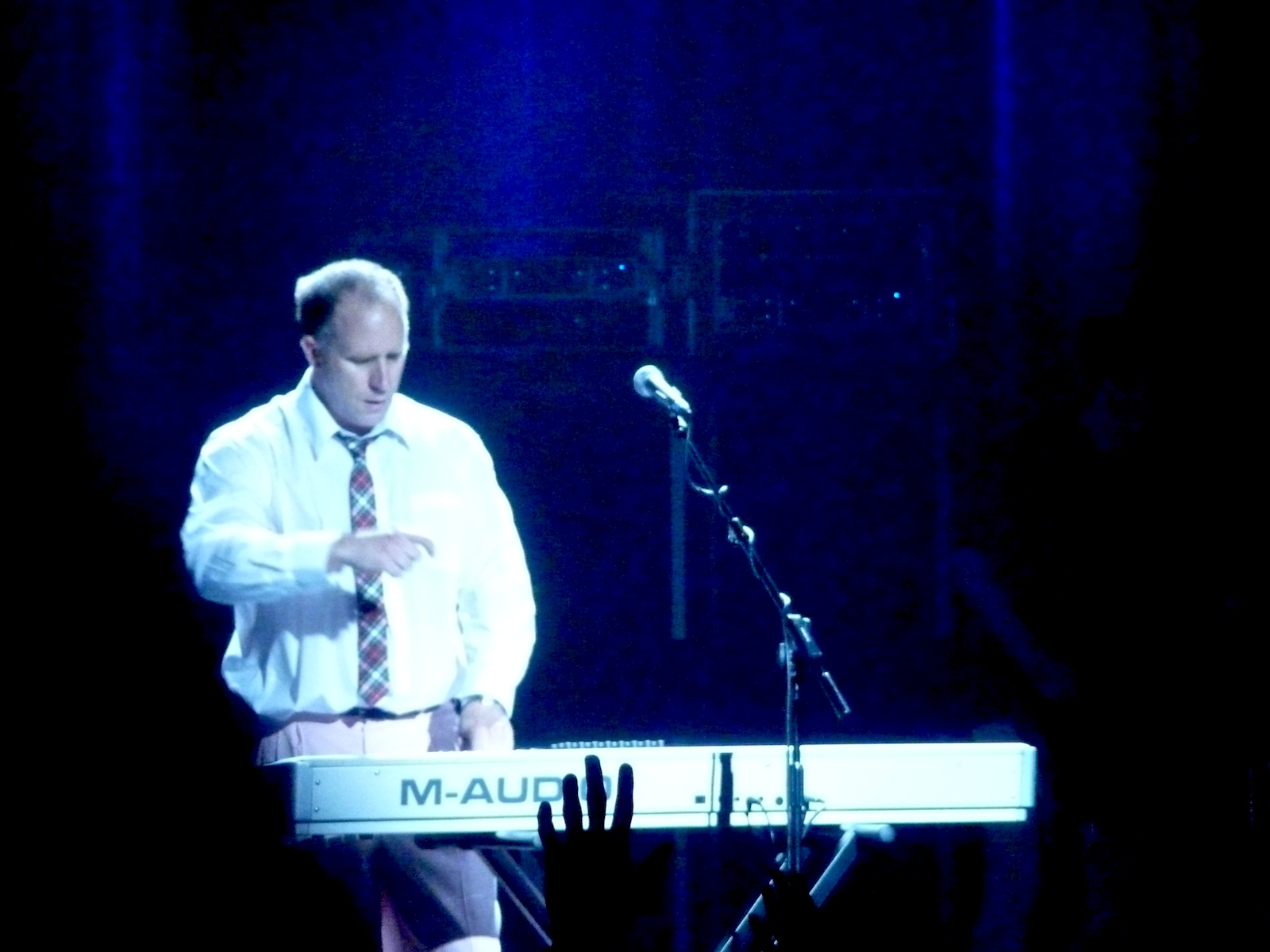
Клавишник Родди Боттум отсутствовал на протяжении большей части записи альбома.

После выпуска альбома Angel Dust в 1992 году группа Faith No More специально для саундтрека к кинофильму 1993 года «Ночь страшного суда» записала сингл «Another Body Murdered» совместно с американским хип-хоп коллективом Boo-Yaa T.R.I.B.E.; эта композиция стала первой, в записи которого не участвовал гитарист Джим Мартин — все гитарные партии исполнял бас-гитарист группы Билли Гулд. Мартин стал пропускать сессии во время записи Angel Dust ввиду недовольства новым звучанием группы. Также сообщалось, что Мартин перестал сочинять музыку в это время.
Вскоре Мартин был уволен в этом же году по причине музыкальных разногласий — клавишник Роди Боттум отправил гитаристу факс по этому поводу. Тогда же в работу с группой над новым материалом был привлечён гитарист группы Mr. Bungle Трей Спрюэнс. Спрюэнс покинул группу перед последующим туром в поддержку альбома, и был заменён роуди группы, Дином Ментой. Причины ухода Спрюэнса каждой стороны отличаются между собой: члены группы утверждают, что Спрюэнс не хотел брать на себя обязательства по длительному гастрольному графику в поддержку альбома, в то время как сам Спрюэнс говорит, что он никогда не должен был быть постоянным членом Faith No More. Также во время записи нового альбома практически отсутствовал Боттум, по словам которого этот период был для него тяжёлым — в это время умер его отец, а также муж Кортни Лав, с которой они сильно сблизились на заре творчества группы Faith No More. Как следствие, альбом был почти записан без клавишных Боттума: 

Это было самое ужасное время в моей жизни. На протяжении всего времени записи этого альбома, всё было как в тумане, и я чувствовал себя полностью обесточенным от всего и вся. Боже, даже не спрашивайте меня об этом. Я вычеркнул всё это из памяти.— Из интервью Роди Боттума для журнала Metal Hammer
Во время записи альбома в 1994 году Майк Паттон женился на итальянке Кристине Цуккатоста.

### Запись

В качестве художественного оформления для обложек альбома и синглов группа использовала работы графического художника Эрика Друкера, а именно изображения из комикса «Поводок»

Запись пластинки проходила в студии Bearsville, в городе Вудсток, штат Нью-Йорк; это первый и последний студийный альбом, который группа записывала не у себя на «родине» в Северной Калифорнии. Гулд объяснил такое удалённое расположение студии как форму «сенсорной депривации». Сочинение нового материала и репетиции заняли восемь-девять месяцев, половина из которых была также потрачена на поиски замены Мартина. На запись альбома группа потратила три месяца, вследствие чего был нанят продюсер Энди Уоллес. Уоллес (к предыдущиму продюсеру, Мэтту Уоллесу, он не имеет никакого отношения) раннее работал с такими группами, как Sonic Youth, Slayer и Nirvana. Боттум утверждал, что союз Уоллеса и Спрюэнса как двух новых влияний помогло во время записи создать «эффект неопределенности, типа, чёрт знает, чего ждать».
По словам вокалиста Майка Паттона, в период записи альбома группа разбилась на машине, когда Паттон был за рулём. Спрюэнс и барабанщик Майк Бордин также были вовлечены, и Паттон утверждал, что в результате ему «пришлось смотреть на многие вещи прямо в лицо».

## Синглы
До выхода альбома песня «Digging the Grave» была выпущена в качестве сингла 28 февраля 1995 года. В марте этого года группа появилась в британской телевизионной программе Top of the Pops для продвижения сингла, а затем исполнила его на MTV Europe, Nulle Part Ailleurs на канале Canal+ и The Jon Stewart Show. Сингл достиг 16-го места в Британии UK Singles Chart, и 12-го места в Австралии ARIA Charts. Она появилась в эпизоде «Бивис и Баттхед» в августе 1995 года и была включена в саундтрек итальянского фильма 1996 года Джек Фрушанте покинул группу. Был записан видеоклип на эту песню режиссёра Маркуса Рабоя, и снимался в Сан-Франциско. Позже он был включён в сборник Who Cares a Lot?: The Greatest Videos.
«Ricochet» был выпущен в качестве второго сингла альбома 1 мая 1995 года; и был продвинут с появлением на шоу Late Night с ведущим программы Конаном О’Брайеном. Песня достигла 27-го места в британских чартах и 58-го места в Австралии. Эта песня также была включена в саундтрек к игре Fox Hunt 1996 года на консоли PlayStation. Клип на «Ricochet» был снят в Париже режиссёром Алексом Хеммингсом. Он не появляется в видеосъемке Who Cares a Lot?: The Greatest Videos.
Третьим и последним синглом альбома стал джаз-фанковый номер «Evidence», выпущенный 8 мая 1995 года. Группа появилась в предыдущем месяце на австралийском варьете-шоу Hey Hey It’s Saturday, чтобы исполнить эту песню, которая в конечном итоге достигла 32-го места в Великобритании и 27-го места в Австралии. На эту песню был снят видеоклип режиссёра Уолтера А. Штерна.

### Другие песни
Всего для альбома было записано двадцать треков, и только четырнадцать вошли в окончательный список. Вырезанные треки «I Won’t Forget You» и «Hippie Jam Song» появились в более поздних сборниках Who Cares a Lot? и The Very Best Definitive Ultimate Greatest Hits Collection; в то время как обложки «I Started a Joke» и «Greenfields» были включены в качестве Би-сайдов к синглу «Digging the Grave», а каверы на песни «I Wanna Fuck Myself» и «Spanish Eyes» были включены в качестве Би-сайдов в синглы «Ricochet» и «Evidence».
«Just a Man» был написан под влиянием китайской классической музыки, вокальный трек Паттона был основан на стиле Энтони Ньюли. «Star A.D.» появляется в сборнике 2008 года The Works. Когда его спросили, была ли эта песня отсылкой к Курту Кобейну, Майк Паттон заявил: «Боже, нет! Речь идёт о феномене. И если этот парень был одним из них, то я не знаю. Это одна из тех вещей, которые случаются в Вегасе. Что может быть постыднее, чем менять на сцене свою колостомическую сумку?! Но Вегас — это здорово. Я люблю это. Добро пожаловать в Америку». Песня «What a Day» включает в себя строчку «Убей тело, и голова умрёт», которая была взята из книги Хантера С. Томпсона 1971 года «Страх и отвращение в Лас-Вегасе». В интервью в конце 1994 года Боттум описал предпоследний трек «The Last to Know» как «Pearl Jam под грибами».

## Приём
| Оценки критиков        | Оценки критиков |
| Источник               | Оценка          |
| ---------------------- | --------------- |
| AllMusic               | [ 5 ]           |
| The Buffalo News       | [ 36 ]          |
| Entertainment Weekly   | C−              |
| Los Angeles Daily News | [ 37 ]          |
| Los Angeles Times      | [ 38 ]          |
| Q                      | [ 39 ]          |
| Record Collector       | [ 40 ]          |
| Rolling Stone          | [ 41 ]          |
| Select                 | 3/5             |
| Spin                   | 6/10            |

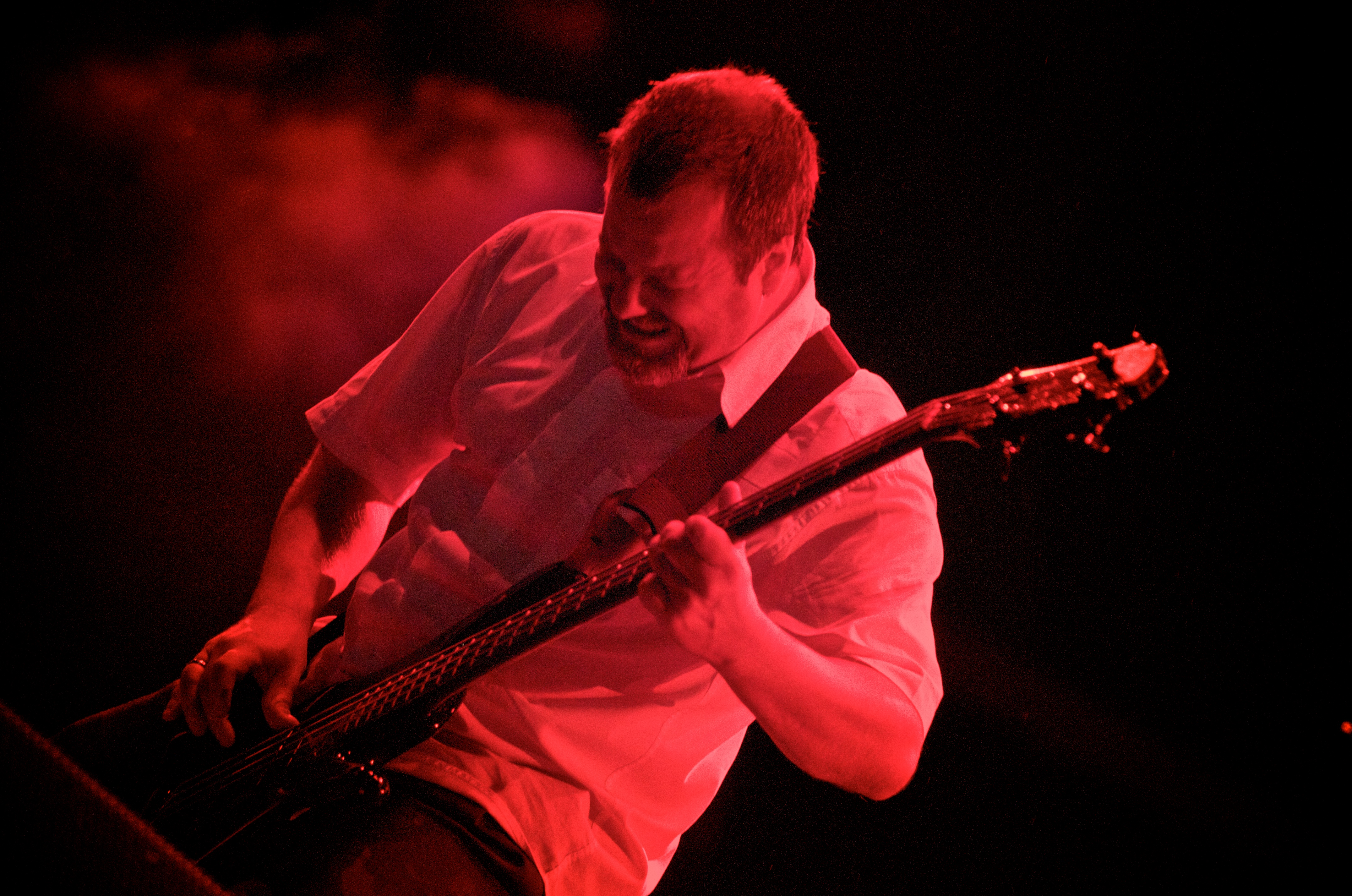
Билли Гулд получил номинацию «Лучший басист» на Bay Area Music Award, однако проиграл Лесу Клейпулу из Primus

В отличие от предыдущих работ группы King for a Day… изначально получил смешанные отзывы критиков. Американский журнал Entertainment Weekly дал альбому оценку альбому «С-» и назвал его «архаичным прогрессив-роковым фьюжном, странно не идущим в ногу со временем». Рецензент Эл Уизел из Rolling Stone дал ему рейтинг двух звёзд из пяти, сказав следующее: «хочется надеяться, что последний припев из песни „King for a Day“ — Don't let me die with that silly look in my eyes — не окажется эпитафией для Faith No More». Журнал Metal Hammer признаёт, что альбом был встречен «сокрушительным разочарованием», но высоко оценил его за разнообразие. Джонатан Голд из журнала Spin оценил альбом в 6 звёзд из 10, похвалив его за «мастерство» и его «отполированное отбойным молотком и вложенное в смазанный презерватив содержание», однако ощущая, что многожанровость альбома всего лишь отвлекающий манёвр.
В своей рецензии для сайта AllMusic, Грег Прато дал альбому более позитивный рейтинг в три с половиной звезды из пяти, назвав его одним из «недооценённых релизов группы». Журнал New York Magazine охарактеризовал альбом как «причудливый, кошмарный и странный», восхваляя вокал Майка Паттона. Брюс Уоррен, специально для Los Angeles Daily News, оценил King for a Day… двумя с половиной звёздами из четырёх, написав, что группа «звучит более совершенной, чем когда-либо», и выделив клавишные Родди Боттума как особенно примечательные.. Джен Брэди из The Buffalo News оценила альбом в три с половиной звезды из пяти, отметив, что «Паттон созрел как певец, не смотря на свою продолжающуюся диковщину», и описала композицию «Digging the Grave» как «шедевр пауэр-поп музыки».
В 1995 году на мероприятии Bay Area Music Award альбом King for a Day… был номинирован на премию «Альбом или EP в жанре тяжёлая музыка», но проиграл альбому Insomniac поп-панк группы Green Day. В 2005 году немецкий журнал Visions составил свой список под названием «150 альбомов на века», куда вошёл и сам релиз заняв 37 место. А в 2014 году Грег Прато на сайте Alternative Nation внёс King for a Day… в список «10 недооценённых альтернативных рок альбомов». В 2016 году музыкальный журнал Metal Hammer включил альбом в топ «10 наиважнейших альт-метал альбомов».

## Список композиций
Все тексты написаны Майком Паттоном, за исключением отмеченных.
| №                   | Название                           | Текст песни           | Музыка                                | Длительность |
| ------------------- | ---------------------------------- | --------------------- | ------------------------------------- | ------------ |
| 1.                  | «Get Out»                          |                       | Паттон                                | 2:17         |
| 2.                  | «Ricochet»                         |                       | Гулд, Бордин, Паттон                  | 4:28         |
| 3.                  | «Evidence»                         |                       | Гулд, Бордин, Спрюэнс                 | 4:53         |
| 4.                  | «The Gentle Art of Making Enemies» |                       | Гулд, Бордин, Паттон                  | 3:28         |
| 5.                  | «Star A.D.»                        | Паттон, Гулд          | Гулд, Бордин, Паттон                  | 3:22         |
| 6.                  | «Cuckoo for Caca»                  |                       | Гулд, Бордин, Спрюэнс                 | 3:41         |
| 7.                  | «Caralho Voador»                   | Гулд, Паттон, Бордин  | Гулд, Паттон, Бордин                  | 4:01         |
| 8.                  | «Ugly in the Morning»              |                       | Паттон, Спрюэнс, Гулд                 | 3:06         |
| 9.                  | «Digging the Grave»                |                       | Гулд, Бордин, Паттон                  | 3:04         |
| 10.                 | «Take This Bottle»                 | Паттон, Гулд          | Гулд                                  | 4:59         |
| 11.                 | «King for a Day»                   | Паттон, Гулд          | Гулд, Боттум, Бордин, Паттон, Спрюэнс | 6:35         |
| 12.                 | «What a Day»                       |                       | Паттон, Спрюэнс                       | 3:41         |
| 13.                 | «The Last to Know»                 |                       | Гулд, Паттон, Бордин                  | 4:27         |
| 14.                 | «Just a Man»                       | Гулд, Спрюэнс, Паттон | Гулд, Боттум                          | 5:35         |
| Общая длительность: | Общая длительность:                | Общая длительность:   | Общая длительность:                   | 56:46        |

## Участники записи
| Faith No More - Майк Паттон — вокал; - Трей Спрюэнс — гитара; - Билли Гулд — гитара, бас-гитара; - Родди Боттум — гитара, клавишные; - Майк Бордин — барабаны. | Производственный персонал - Энди Уоллес — продюсер, звукорежиссёр, сведение; - Клифф Норрелл — звукорежиссёр; - Крис Лейдлоу — помощник звукорежиссёра; - Хоуи Уэйнберг — аудио-мастеринг; - Мелинда Манискалко — арт-директор, дизайн; - Робин Уайтсайд — художник-постановщик; - Эрик Друкер — иллюстрация; - Марко Лавриша — фотограф. |

## Позиции в чартах
| Чарт                 | Позиция в чарте | Недель в чарте |
| -------------------- | --------------- | -------------- |
| Billboard 200        | 31              | 8              |
| UK Albums Chart      | 5               | 6              |
| RIANZ                | 3               | 20             |
| ARIA                 | 2               | 26             |
| Swiss Album Chart    | 7               | 16             |
| Ö3 Austria Top 40    | 9               | 16             |
| Dutch Album Charts   | 8               | 26             |
| Swedish Album Charts | 5               | 14             |
| Norwegian Charts     | 6               | 10             |
| Finnish Albums Chart | 2               | 5              |
| Belgian Albums Chart | 6               | 17             |

| Чарт (1995)         | Позиция в чарте |
| ------------------- | --------------- |
| German Albums Chart | 45              |

| «Digging the Grave» | 16 | 12 | 16 | 23 | —  | 39 | 11 | 42 |
| «Ricochet»          | 27 | 58 | —  | —  | —  | —  | —  | —  |
| «Evidence»          | 32 | 27 | 38 | —  | 42 | —  | —  | —  |